# Дельная Дубрава
Де́льная Дубра́ва — село в Сосновском районе Тамбовской области. Административный центр Дельнодубравского сельсовета.
Население — 465 чел. (2010).

## География
Дельная Дубрава расположена в пределах Окско-Донской равнины, в северной части района.
уличная сеть
В селе 5 улиц и 3 переулка:
- улица Гагарина
- Колхозный переулок
- Красноармейская улица
- Набережная улица
- Речная улица
- Садовый переулок
- Советская улица
- Центральный переулок

Климат
Дельная Дубрава находится, как и весь район, в умеренном климатическом поясе, и входит в состав континентальной климатической области Восточно-Европейской Равнины. В среднем в год выпадает от 350 до 450 мм осадков. Весной, летом и осенью преобладают западные и южные ветра, зимой — северные и северо-восточные. Средняя скорость ветра 4-5 м/с.

## История
Село Дельная Дубрава впервые упомянуто в окладных церковных книгах последнего десятилетия XVII века: «Церковь Покрова в Козловском уезде, в селе Дельной Дубраве. У той церкви двор попа Ивана… В приходе у тое церкви 16 дворов детей боярских, 14 дворов солдатских, 8 дворов бобыльских… Обложена в нынешнем во 105 году (1697 год)».
В документах первой ревизской сказки 1719 года в Дельной Дубраве зарегистрировано 18 домов и 53 человека. Там жили служилые люди: рейтары, солдаты городской службы и другие.
В «Экономических примечаниях Моршанского уезда», составленных в конце XVIII века, о селе Дельной Дубраве написано: «Село Дельная Дубрава речки Ламки и оврага безымянного на правой, а речки Дельной Дубравы на левой стороне… Дворов — 92, жителей 860 человек (крепостные крестьяне). Владения Варвары Федоровны Шиповской, коллежского асессора Василия Кузьмина, полковника Сергея и титулярного советника Семена Плутаниных»
В 1862 году население Дельной Дубравы составляло 2028 человек. В селе располагались 2 кирпичных завода и мельница.
В 1876 г. Моршанское уездное земство на совместные средства с крестьянским обществом открыло в селе Дельная Дубрава начальную школу с количеством учащихся 40 мальчиков.
В 1911 году в Дельной Дубраве было 445 дворов, а население составляло 3279 человек.
В июле 1928 года село стало административным центром Дельнодубравского сельсовета, в который вошли также посёлок Камыши и деревня Весёлкино.

## Население
| 1719 | 1800 | 1862  | 1911  | 2010 |
| ---- | ---- | ----- | ----- | ---- |
| 53   | ↗860 | ↗2028 | ↗3279 | ↘465 |

## Известные уроженцы
- Скопцов, Дмитрий Игнатьевич (1922—1989) — полный кавалер ордена Славы
- Николай Анатольевич Злобин (1931—1997) — советский строитель, получил известность в советское время как инициатор метода бригадного подряда в жилищном строительстве

## Инфраструктура
Сельсовет, почтовое отделение, ООО «Агрофирма „Жупиков“», фельдшерско-акушерский пункт, филиал Сосновской средней школы № 1, дом культуры.

## Транспорт
Рейсовый автобус «Сосновка — Савинские Карпели» заходит в Дельную Дубраву два раза в день по вторникам, четвергам, пятницам и воскресеньям.